# 马蒂娜·奥尔
马蒂娜·奥尔（荷蘭語：Martine Ohr，1964年6月11日—），荷兰女子曲棍球运动员。她曾代表荷兰国家队参加1984年、1988年和1992年夏季奥林匹克运动会曲棍球比赛，获得一枚金牌和一枚铜牌。